# 香川县旗
香川县旗（日语：／ Kagawa ken ki）是日本的47面都道府县旗之一。该条目是对香川县旗以及香川县章（日语：／）的解说。

## 概要
县旗、县章于1977年10月1日在第295号县公告上通过并制定。县章是片假名“カ”与县下山以及橄榄树（橄榄是香川县花/县树、象征和平）的叶子的图案化。也表达了受惠于风土以及一种向上的姿态。
县公告明确：县旗底色为橄榄色，在中央盖上白色的县章。实际使用时多用绿色。

## 脚注
1. ↑  . 香川县. （原始内容存档于2012-02-18） （日语）. （页面存档备份，存于）